# Петърска базилика
Петърската базилика (на гръцки: Βασιλική Πετρών) е средновековна църковна базилика край село Петърско, Леринско.

## История
Църквата е открита в средновековното укрепление Кале, разположено над североизточния бряг на Петърското езеро. Кале се идентифицира със средновековния град Петриск.

## Описание
Църквата е трикорабна базилика, която вероятно е служила за религиозните нужди на охраната на крепостта. Размерът на църквата (12,30 х 13,70 m), каменната зидария на стените, както и начинът на строеж показват, че църквата вероятно е била католикон на по-стар манастир от XI век.